# Федоровська вежа (Новгородський дитинець)
Федоровська вежа (рос. Фёдоровская башня) — циліндрична вежа Новгородського дитинця, пам'ятка військово-оборонної архітектури XV століття. Бійниці великі з арковим завершенням, за формою нагадують віконні отвори, закриті дерев'яними віконницями.

## Розташування
Вежа розташована у найпівнічніший частині Кремля, на території Владичного двору.

## Історія
Назву отримала від приворотної церкви 1233 року. Сама церква була побудована і освячена  з приводу раптової смерті напередодні весілля чотирнадцятирічного брата Олександра Невського — Федора Ярославича. В 1233 році башта була проїзною і виїзд з неї вів в західну частину Неревського кінця. До 1302 році стала глухою. Вихід з Дитинця у Неревський кінець до того часу здійснювався через Володимирську вежу.
Федоровська вежа у сучасному вигляді була збудована наприкінці XV століття на старому фундаменті.
У документах XVII століття вежа вказана як «кругла вежа біля годинника», «кругла проти Митрополичого саду».
У вежі було п'ять бойових ярусів, перекритих дерев'яними настилами. В центрі кожного ярусу перебував люк для підйому боєприпасів. Боєприпаси зберігалися в нижньому напівпідвальному поверсі. У стіні цього поверху збереглися три початкових світлових вікна XV століття. При облозі ці вікна закривалися дерев'яними щитами. Федоровська (і з нею тільки Митрополича) вежа не має декоративних прикрас на фасадах.
Федоровська вежа охороняла Владичний двір з півночі і заходу. Разом з Митрополичою, вона входила в складний архітектурний ансамбль цивільних будівель Владичного двору. Між баштами, примикаючи до фортечної стіни, розташовувалося гігантська на той час триповерхова будівля архієпископського палацу. На тильній стороні Федоровської вежі досі можна бачити сліди закладених дверних прорізів, які вели з вежі на другий і третій поверхи палацу.
У квітні 1914 року Реставраційна комісія досліджувала стан об'єкта і рекомендувала провести реставраційно-відновлювальні роботи. Однак незабаром почалася Перша світова війна, яка завадила планам реставраторів.
Вежа майже не постраждала під час Великої Вітчизняної війни. На її стінах з південної сторони відзначено лише кілька влучень снарядів.

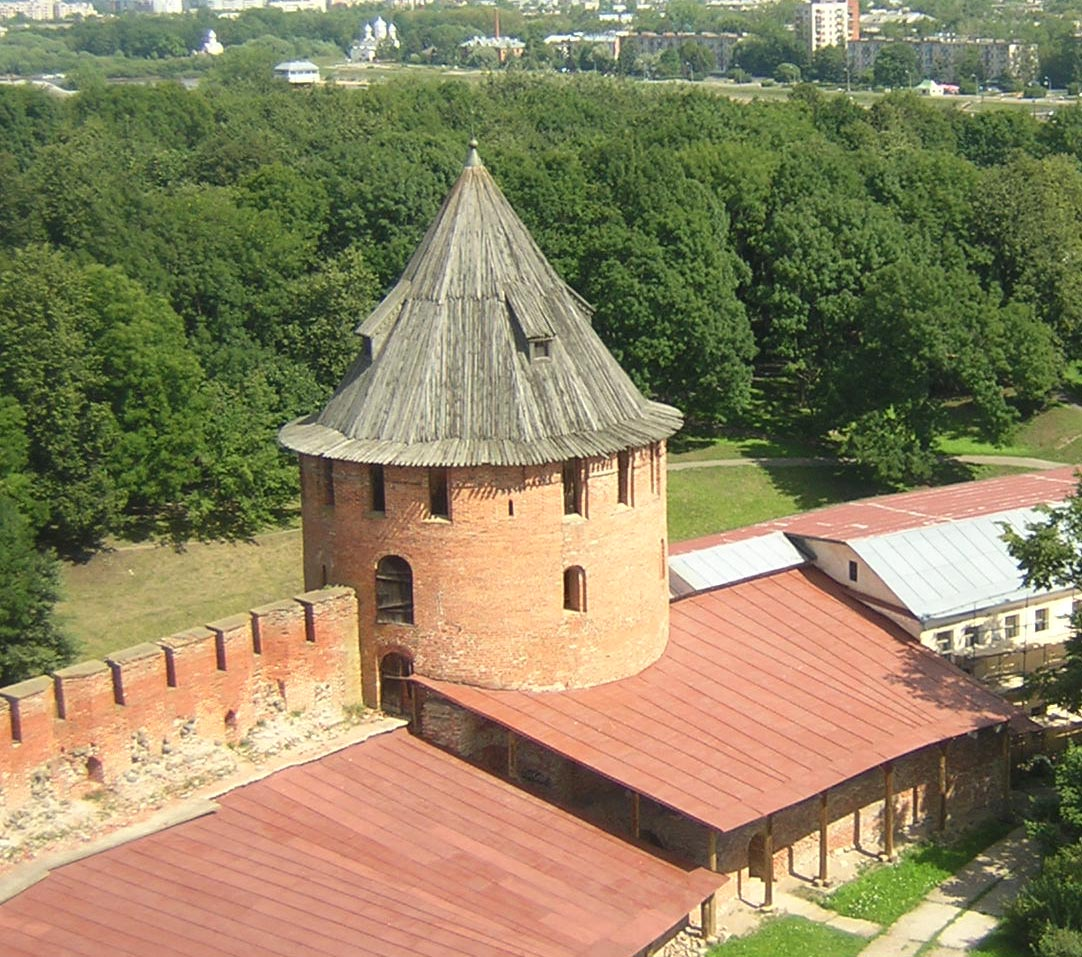
Вид з Часозвони

У 1957 році на Федоровській вежі були проведені великі реставраційні роботи. В ході цих робіт на ній був виявлений залишок єдиного вцілілого двурогого зубця, який і послужив надалі еталоном для відновлення інших зубців. Бійниці реставровані за зразком XVII століття і залишені незмінними.
Доступ у внутрішні приміщення вежі закритий. У грудні 2009 року було замінено дощате покриття баштового шатра.

## Культурна спадщина
30 серпня 1960 року постановою Ради Міністрів РРФСР № 1327 «О дальнейшем улучшении дела охраны памятников в РСФСР» ансамбль Новгородського кремля прийнятий під охорону як пам'ятка державного значення.
У 1992 році Рішенням ювілейного засідання Комітету Всесвітньої спадщини ЮНЕСКО архітектурний ансамбль Новгородського кремля включений в Список Всесвітньої спадщини.